# قصر دراخنبورغ
قصر دراخِنبورغ (بالألمانية: Schloss Drachenburg) وترجمته بالعربية قصر قلعة التنين، هو فيلا فخمة بنيت على شكل قصر، تم بناؤها على الطراز التاريخي في أواخر القرن التاسع عشر، حيث تم بناء القصر على مدى عامين (1884-1882 م) على جبل صخرة التنين (بالألمانية: دراخِنفلز Drachenfels) في كونيغسفينتر، على طول نهر الراين بالقرب من مدينة بون. أراد البارون ستيفن فون سارتر[ألمانية] (1883-1902 م) وهو وسيط ومصرفي العيش هناك ولكنه لم يفعل ذلك أبدًا.
اليوم القصر مملوك لمؤسسة في ولاية شمال الراين-ويستفاليا تهتم بحماية الطبيعة وصيانة المباني والتراث الثقافي.[ألمانية] خضع القصر خلال الفترة 1995-1910 لعمليات ترميم وصيانة للحفاظ على نمطه التاريخي وتحويله إلى متحف. تخدمه محطة وسيطة على طريق السكة الحديد في دراخنفلز.

## معرض صور

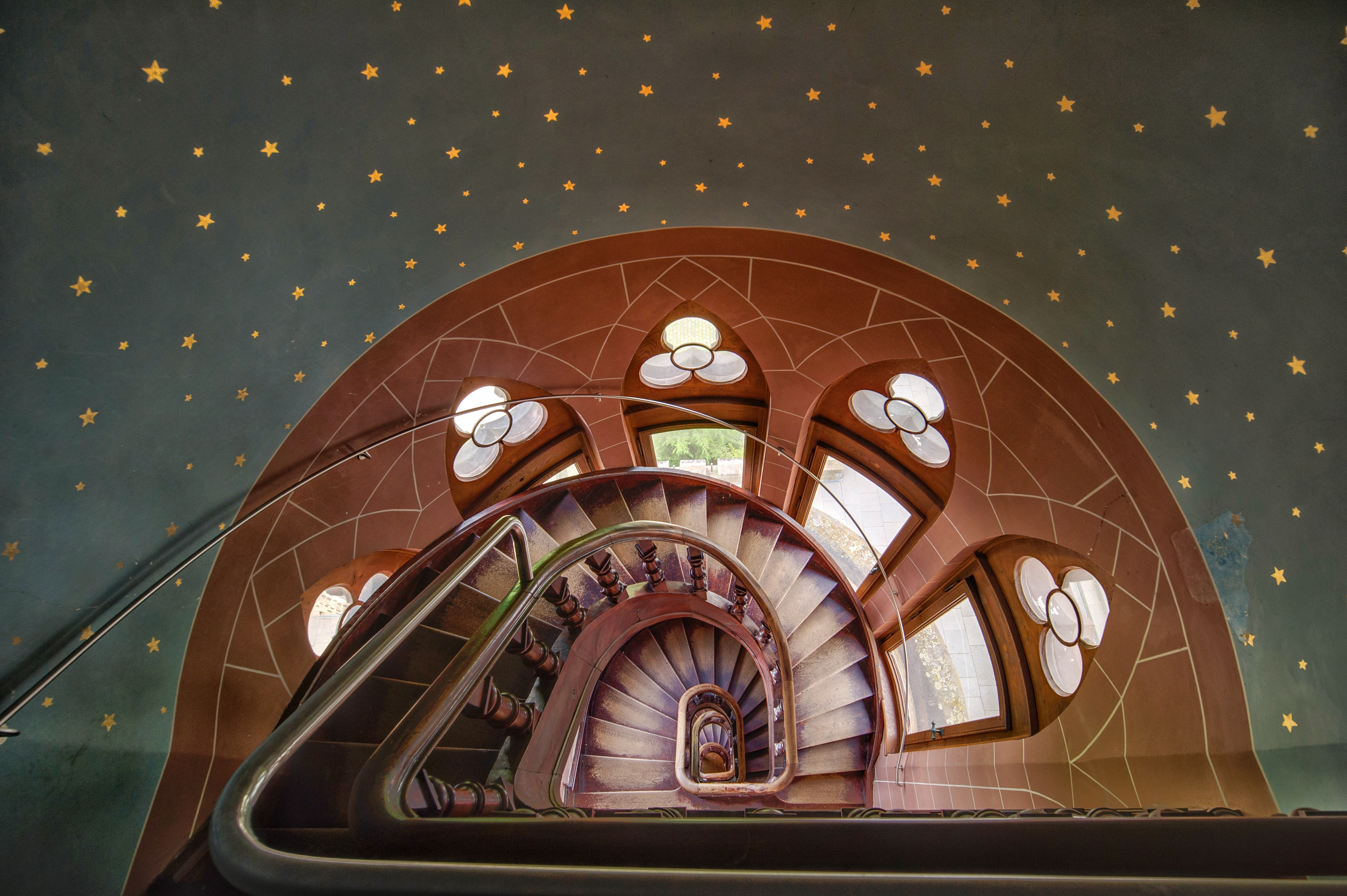
درج في قصر دراكونبرج
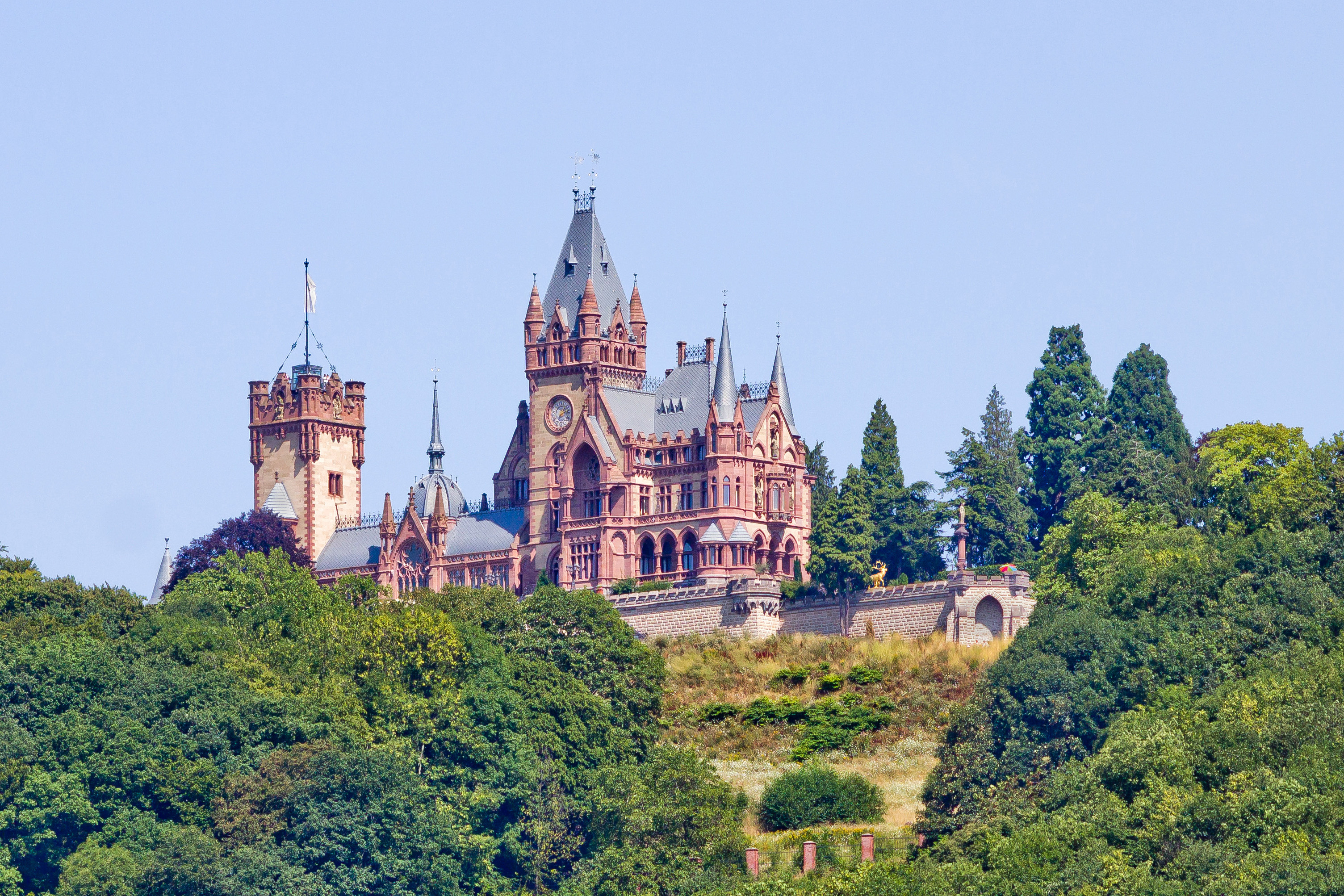
نظرة من الأسفل (بون - مهلم)
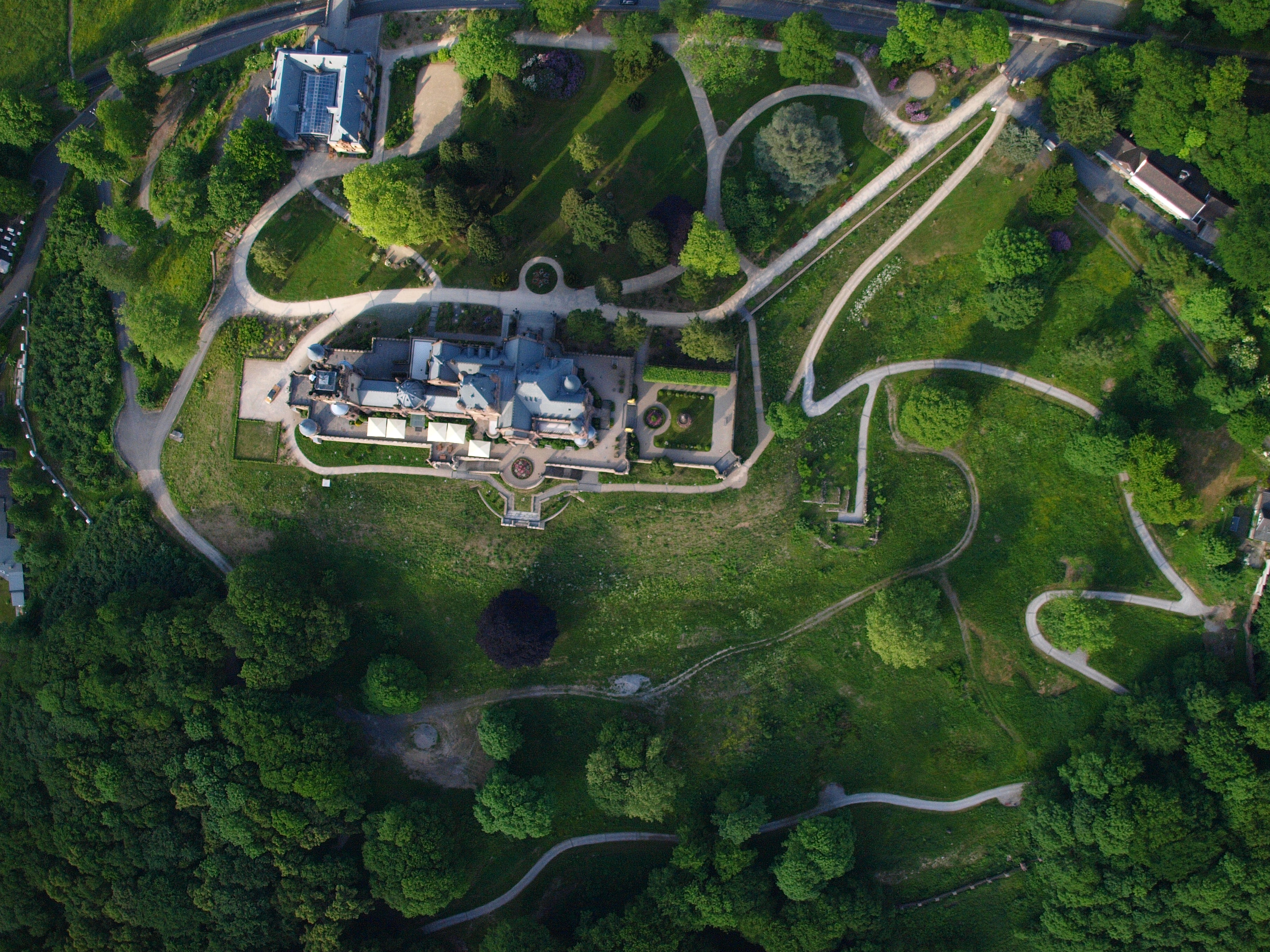
قصر دراكونبرج من فوق
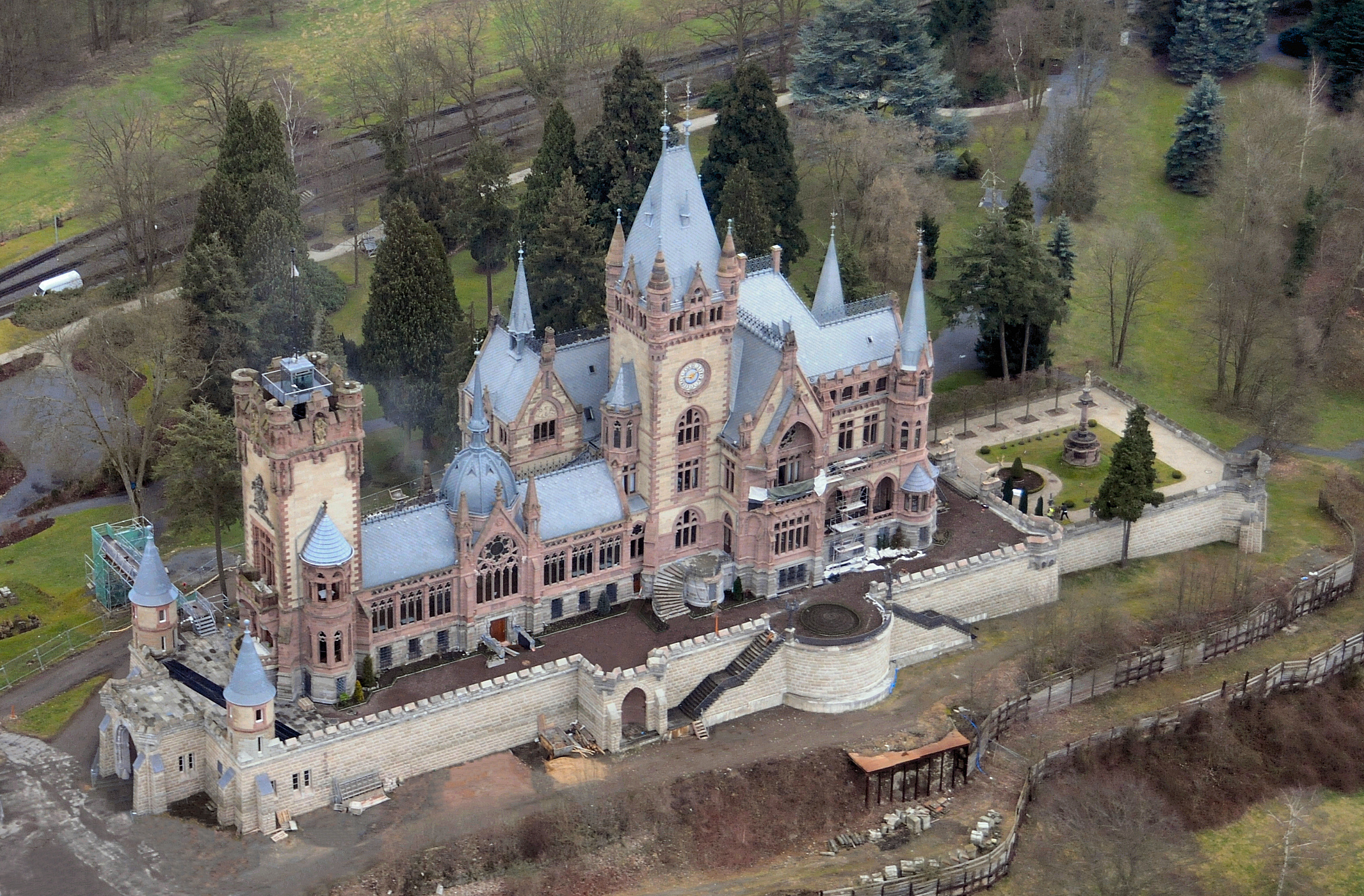
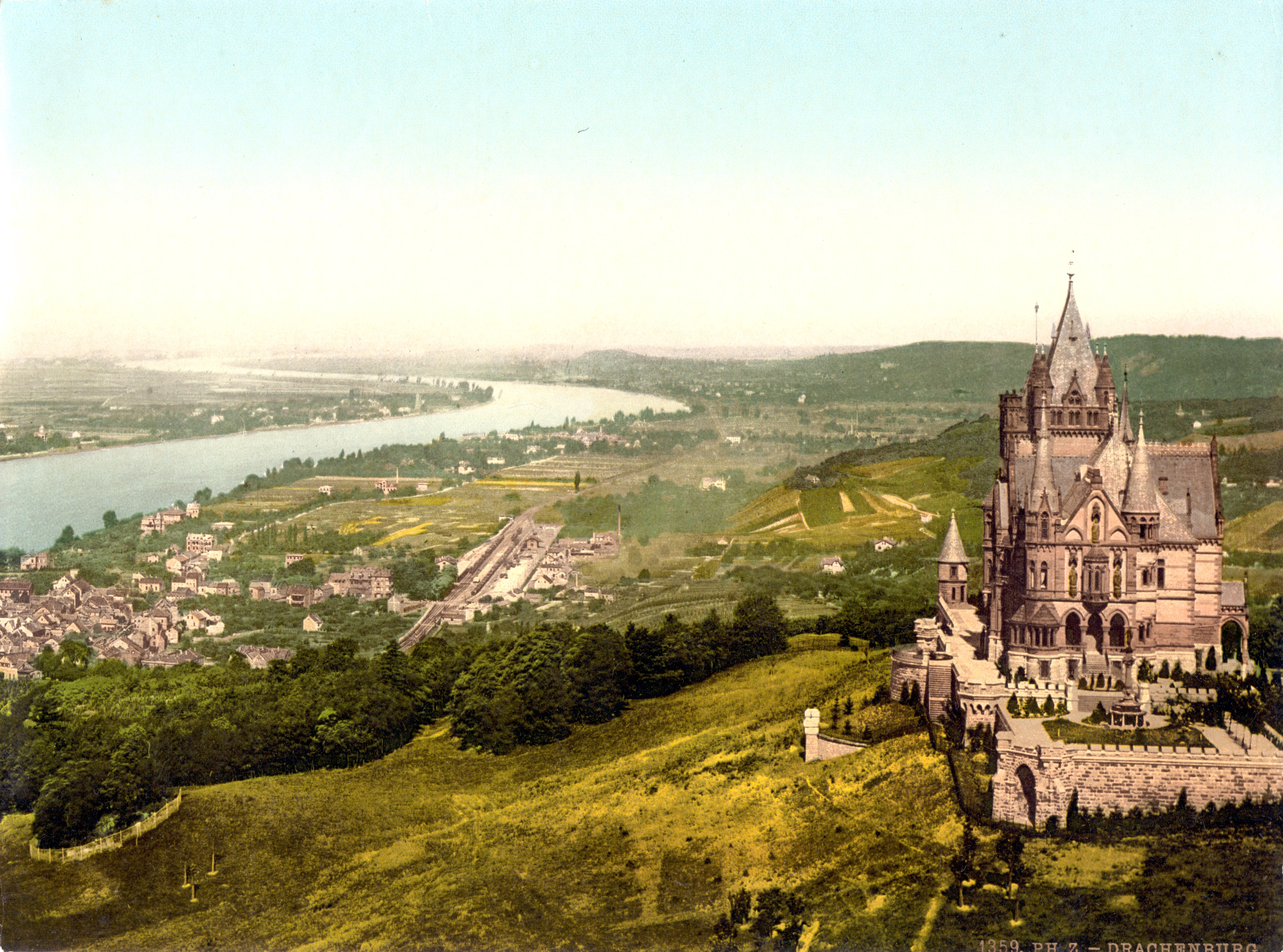
قصر دراكونبرج عام 1900
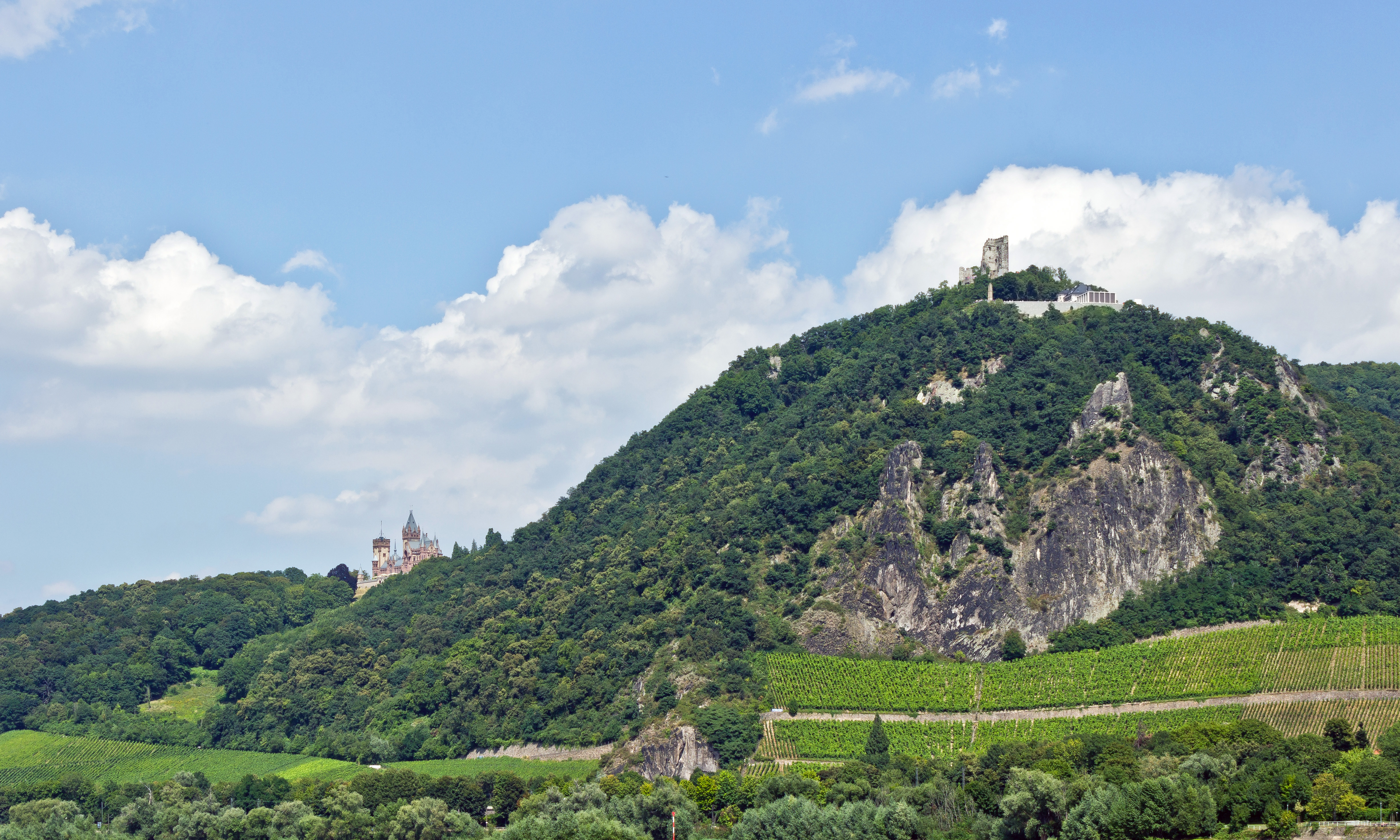
قصر دراكونبر (يسار) و دراشنفلز المدمرة (يمين) على جبل دراشنفلز

## وصلات خارجية
- Schloss Drachenburg - official site باللغة الألمانية
- Schloss Drachenburg - official site باللغة الإنجليزية